# IC 5347
IC 5347 је елиптична галаксија у сазвјежђу Пегаз која се налази на листи објеката дубоког неба у Индекс каталогу.
Деклинација објекта је + 24° 53' 11" а ректасцензија 23h 41m 36,6s. Привидна величина (магнитуда) објекта IC 5347 износи 14,5 а фотографска магнитуда 15,5. IC 5347 је још познат и под ознакама CGCG 476-113, NPM1G +24.0549, PGC 72130.